# Because I Love You
"Because I Love You (The Postman Song)" (em português:  Porque eu te Amo) é o segundo single do álbum Love & Emotion, lançado pelo cantor Stevie B em 1990. É considerada um dos mais importantes sucessos do "Rei do Freestyle", entrando no Top 40 da Billboard Hot 100, na posição #72.
A letra da música é de autoria de Warren Allen Brooks.
Em 2007 a canção foi regravada pelo grupo alemão Groove Coverage.

## Faixas
CD single
| N.º | Título                                               | Duração |  |
| 1.  | "Because I Love You (The Postman Song)" (Radio edit) | 3:46    |  |
| 2.  | "Love Me For Life" (Radio edit)                      | 3:06    |  |

CD maxi
| N.º | Título                                               | Duração |  |
| 1.  | "Because I Love You (The Postman Song)" (Radio edit) | 3:46    |  |
| 2.  | "Love Me For Life" (Radio edit)                      | 3:06    |  |
| 3.  | "Because I Love You (The Postman Song)"              | 4:20    |  |
| 4.  | "Love Me For Life"                                   | 5:16    |  |

7 single
| N.º | Título                                               | Duração |  |
| 1.  | "Because I Love You (The Postman Song)" (Radio edit) | 3:46    |  |
| 2.  | "Love Me For Life" (Radio edit)                      | 3:06    |  |

12 maxi
| N.º | Título                                  | Duração |  |
| 1.  | "Because I Love You (The Postman Song)" | 5:00    |  |
| 2.  | "Love Me For Life"                      | 5:16    |  |

## Posições nas paradas musicais

### Melhores posições
| Parada musical (1990/91)                     | Melhor posição |
| -------------------------------------------- | -------------- |
| Australian Singles Chart                     | 8              |
| Canadá - Canada RPM Adult Contemporary       | 2              |
| Canadian RPM Singles Chart                   | 7              |
| Dutch Top 40                                 | 3              |
| French SNEP Singles Chart                    | 8              |
| German Singles Chart                         | 9              |
| Irish Singles Chart                          | 7              |
| New Zealand RIANZ Singles Chart              | 9              |
| Norwegian Singles Chart                      | 4              |
| Swedish Singles Chart                        | 4              |
| Swiss Singles Chart                          | 22             |
| UK Singles Chart                             | 6              |
| U.S. Billboard Hot 100                       | 1              |
| U.S. Billboard Hot Adult Contemporary Tracks | 1              |

### Posições anuais
| Parada de fim de ano (1991)     | Melhor posição |
| ------------------------------- | -------------- |
| Australian Singles Chart        | 49             |
| Canadian RPM Adult Contemporary | 31             |
| Canadian RPM Singles Chart      | 70             |
| Dutch Top 40                    | 39             |
| U.S. Billboard Hot 100          | 12             |

## Covers
- Em 1992, o saxofonista Richard Elliot lançou sua versão para o álbum Soul Embrace.
- Em 2002, o DJ e produtor musical alemão Marko Albrecht (conhecido como "Mark 'Oh") gravou uma versão da música para o álbum Because I Love You [Mark'Oh meets Digital Rockers].